# Колоні (Оклахома)
Колоні (англ. Colony) — місто (англ. town) в США, в окрузі Вошіта штату Оклахома. Населення — 112 особи (2020).

## Географія
Колоні розташоване за координатами 35°20′55″ пн. ш. 98°40′17″ зх. д. / 35.34861° пн. ш. 98.67139° зх. д. (35.348597, -98.671281).  За даними Бюро перепису населення США в 2010 році місто мало площу 2,43 км², уся площа — суходіл.

## Демографія
Згідно з переписом 2010 року, у місті мешкало 136 осіб у 59 домогосподарствах у складі 41 родини. Густота населення становила 56 осіб/км².  Було 78 помешкань (32/км²).
Расовий склад населення:
| - 75,0 % — білих - 14,0 % — корінних американців - 8,1 % — осіб інших рас |

До двох чи більше рас належало 2,9 %. Частка іспаномовних становила 12,5 % від усіх жителів.
За віковим діапазоном населення розподілялося таким чином: 23,5 % — особи молодші 18 років, 50,0 % — особи у віці 18—64 років, 26,5 % — особи у віці 65 років та старші. Медіана віку мешканця становила 50,0 року. На 100 осіб жіночої статі у місті припадало 94,3 чоловіків;  на 100 жінок у віці від 18 років та старших — 100,0 чоловіків також старших 18 років.
Середній дохід на одне домашнє господарство  становив 74 151 долар США (медіана — 70 208), а середній дохід на одну сім'ю — 100 900 доларів (медіана — 78 125). Медіана доходів становила 54 583 долари для чоловіків та 23 750 доларів для жінок. За межею бідності перебувало 21,1 % осіб, у тому числі 31,3 % дітей у віці до 18 років та 13,8 % осіб у віці 65 років та старших.
Цивільне працевлаштоване населення становило 59 осіб. Основні галузі зайнятості: освіта, охорона здоров'я та соціальна допомога — 22,0 %, будівництво — 20,3 %, сільське господарство, лісництво, риболовля — 15,3 %, публічна адміністрація — 11,9 %.